# Lotus edulis
Lotus edulis är en ärtväxtart som beskrevs av Carl von Linné. Lotus edulis ingår i släktet käringtänder, och familjen ärtväxter. Inga underarter finns listade i Catalogue of Life.
Kronbladen är gula.